# رمضان تونچ
رمضان تونچ (انگلیسی: Ramazan Tunç؛ زادهٔ ۱۷ سپتامبر ۱۹۷۵) بازیکن فوتبال اهل ترکیه است.
از باشگاه‌هایی که در آن بازی کرده‌است می‌توان به باشگاه فوتبال دیاربکرسپور، باشگاه فوتبال آنکارا اسپور، باشگاه فوتبال غازی عینتاب‌اسپور، و باشگاه فوتبال آنکاراگوچو اشاره کرد.
وی همچنین در تیم‌های ملی فوتبال زیر ۲۱ سال ترکیه و ترکیه بازی کرده‌است.